# Louis-Joseph de Bie de Westvoorde
Louis Joseph de Bie de Westvoorde (Brugge, 23 april 1796 - 1 juli 1873), was gedurende 10 jaar burgemeester van Beernem en gedurende 45 jaar van Oostkamp. 

## Levensloop
Louis Joseph Auguste de Bie behoorde tot een familie die sinds 1626 tot de adel behoorde, weliswaar met een Spaans diploma dat niet in de Zuidelijke Nederlanden werd geregistreerd. In 1825 werd zijn status onder het Verenigd Koninkrijk der Nederlanden bevestigd, waarbij hij per vergissing werd ingeschreven als de Bie de Westervoorde. Hij was de zoon van Louis de Bie, heer van Westvoorde en van Jeanne Saelens. Zelf trouwde hij met Thérèse-Marie le Gillon de Goemaringhe (1792-1863), dochter van Charles le Gillon en Françoise Van Zuylen van Nyevelt.
Zijn twee zoons werden eveneens burgemeester:
- Louis-Charles de Bie de Westvoorde (1826-1904) werd burgemeester van Oostkamp.
- Jules de Bie de Westvoorde (1827-1888) werd in 1861 burgemeester van Sint-Kruis en bleef dit tot aan zijn dood.

Vooral de vier dochters van Jules zorgden voor een aanzienlijk aantal afstammelingen, maar de familienaam de Bie de Westvoorde is uitgestorven.
Louis-Joseph de Bie werd ingewijd in de vrijmetselaarsloge 'La Réunion des Amis du Nord' in Brugge. In 1826 behoorde hij nog steeds tot de actieve leden.
Hij had zijn winterverblijf in het patriciërshuis De Lombard in Brugge, Langestraat 21. In Oostkamp woonde hij in het kasteel De Cellen, dat hij grondig deed verbouwen, een werk dat door zijn zoon werd verder gezet.

## Burgemeester van Beernem
De Bie werd in 1820 burgemeester van Beernem. Hij bleef deze gemeente gedurende tien jaar besturen. Hij nam ontslag om burgemeester van Oostkamp te worden.

## Burgemeester van Oostkamp
De Bie volgde begin februari 1830 Julien-Emmanuel d'Hanins de Moerkerke op als burgemeester van Oostkamp. Hij bleef het ambt uitoefenen tot aan zijn dood en werd opgevolgd door Gustave van Zuylen van Nyevelt en niet door zijn zoon Louis-Charles zoals men kon verwachten. De nationale politiek speelde hierin zijn rol.

## Een Oostkampse schoolstrijd
Zijn voorganger d'Hanins had het initiatief genomen een eigen gemeentelijke school te bouwen. Toen die klaar was, kwam een hevige strijd op gang tussen de burgemeester en de pastoor van Oostkamp, Descamps. De burgemeester had zelf een schoolmeester aangeworven, zonder hierover met de pastoor te overleggen. Toen hij aan deze vroeg om iemand aan te duiden die godsdienstlessen kon geven in de nieuwe school, reageerde de pastoor heel negatief. Ondertussen waren de augustus- en septemberdagen 1830 aangebroken, de steun van de overheid voor het officieel gemeentelijk onderwijs viel weg en pastoor Descamps hield zich niet meer in. 
De ruzie escaleerde en op een zondag deed het nieuws de ronde dat de pastoor in de vroegmis een donderpreek tegen het gemeentebestuur had uitgesproken. Men kon aannemen dat hij dit tijdens de hoogmis zou herhalen. Om die reden kwamen de burgemeester en schepen Beaucourt post vatten onder de preekstoel en namen ze nota van de grieven die de pastoor tot uiting bracht. De kritiek van de pastoor behelsde voornamelijk de volgende punten:
- het gemeentebestuur had geen toelating om een nieuwe school te bouwen;
- het bestuur moest zelf maar de kosten en de wedde van de onderwijzer betalen;
- katholieken zouden weigeren hier aan mee te betalen en zouden zeker geen kinderen naar die school sturen, zo niet zou hun de sacramenten worden geweigerd.

Hiervan werd proces-verbaal opgesteld en naar de bisschop gestuurd, met het dringende verzoek de opruiende pastoor naar een andere parochie te verplaatsen. De bisschop aarzelde, vroeg nadere informatie en bedenktijd, de pastoor verdedigde zich met hand en tand, en de maanden gingen voorbij. Plots moest de bisschop geen beslissing meer nemen: op 26 februari 1832 overleed pastoor Descamps. 